# Bogusław Linda
Pour les articles homonymes, voir Linda.
Bogusław Linda est un acteur, réalisateur, et scénariste polonais de cinéma et de théâtre, né le 27 juin 1952 à Toruń, en Pologne.

## Filmographie partielle
- 1981 : Gorączka. Dzieje jednego pocisku (Fever) d'Agnieszka Holland : Gryziak
- 1981 : L'Homme de fer d'Andrzej Wajda : Dzidek
- 1981 : Le Hasard − Witek Długosz
- 1981 : Dreszcze de Wojciech Marczewski
- 1981 : Wierne blizny de Włodzimierz Olszewski: Miki, l'ami de Madejski
- 1982 : Danton d'Andrzej Wajda : Louis de Saint-Just
- 1984 : Szirmok, virágok, koszorúk de László Lugossy
- 1987 : Matka Królów : de Janusz Zaorski - Klemens Król
- 1996 : Chamanka − Michał
- 1999 : Pan Tadeusz : Quand Napoléon traversait le Niémen − Jacek Soplica/Père Robak
- 2001 : Quo vadis ? de Jerzy Kawalerowicz  : Petronius
- 2006 : Summer Love de Piotr Uklański : Le shérif
- 2011 : La Bataille de Varsovie, 1920 de Jerzy Hoffman : Bolesław Wieniawa-Długoszowski
- 2016 : Les Fleurs bleues d'Andrzej Wajda : Władysław Strzemiński

Doublage vocal

## Récompenses et distinctions
- Médaille d'argent du Mérite culturel Gloria Artis
- Meilleur rôle principal masculin au 17e Festival du film polonais de Gdynia, en 1992